# Elecciones generales de la República Dominicana de 1962
Las elecciones generales se celebraron en la República Dominicana el 20 de diciembre de 1962. Fueron las primeras después del fin de la dictadura de Rafael Leónidas Trujillo dos años antes, y generalmente se les considera como las primeras elecciones verdaderamente libres en la historia del país.
Juan Bosch del Partido Revolucionario Dominicano ganó las elecciones presidenciales, mientras que su partido también ganó las elecciones al Congreso. También hubo una elección para una Asamblea Nacional Constituyente, cuyo papel sería enmendar ciertos artículos de la constitución. Sin embargo, las reformas implementadas por Bosch enajenaron al gobierno  estadounidense y la oligarquía local, lo que dio lugar a un golpe de Estado en septiembre del año siguiente. La participación electoral fue del 64.7%.